# Giuseppe Belluzzo
Giuseppe Belluzzo (Legnago, 25 novembre 1876 – Roma, 21 maggio 1952) è stato un ingegnere e politico italiano, che ricoprì il ruolo di Ministro dell'Economia Nazionale tra il 1925 ed il 1928 e di Ministro della pubblica istruzione tra il 1928 ed il 1929 nel Governo Mussolini.

## Biografia
Fu un esperto nel campo della progettazione di turbine a vapore, per le quali scrisse almeno una cinquantina di pubblicazioni molte delle quali ancora autorevolissime. Di questi scritti il più celebrato è sicuramente Le turbine a vapore, che divenne ben presto un apprezzatissimo strumento didattico nel prestigioso Politecnico di Milano, dopo essere stata pubblicata nel 1905 presso l'editrice Hoepli.
Durante l'Esposizione Universale di Milano del 1906. Belluzzo manifestò la necessità di far uscire l'Italia dalla sua arretratezza dal punto di visto tecnologico ed industriale, e si adoperò personalmente per portare avanti questa istanza collaborando alla fondazione della Scuola industriale milanese (nota anche come Scola de legn) nel 1909, della quale divenne segretario.
Belluzzo ha sviluppato le prime turbine a vapore per uso industriale in Italia, usate in seguito sulle principali navi della Regia Marina, come ad esempio sulle corazzate Conte di Cavour e sulle Littorio. Nel 1907 si distinse nel campo ingegneristico per aver progettato la prima locomotiva a turbina, realizzata nel 1908 dalla Società Anonima Officine Meccaniche di Milano.
In qualità di Ministro dell'educazione nazionale, Belluzzo collaborò con il governo Mussolini allo scopo di introdurre nelle scuole italiane il cosiddetto testo unico che venne annunciato nello stesso giorno del suo insediamente al Ministro della pubblica istruzione il 9 luglio 1928.
Massone, membro del Grande Oriente d'Italia, e tra i fondatori del Rotary Club di Milano, nel 1934 venne nominato Senatore del Regno d'Italia. Nel 1944, a seguito della liberazione di Milano, Belluzzo venne arrestato dal Comitato di liberazione nazionale. Più tardi divenne collaboratore per numerose riviste per le quali pubblicò diversi articoli di carattere economico.
Il 24 marzo 1950 comparve sul quotidiano Il Giornale d'Italia un articolo dal titolo I dischi volanti furono ideati nel 1942 in Italia e in Germania nel quale lo stesso Belluzzo sosteneva di aver partecipato personalmente alla progettazione di un disco volante, a partire dal 1942.
La rivista "Der Spiegel" nel numero del 30 marzo 1950 riportò un'intervista rilasciata da Schriever il quale affermò che, nei pressi di Praga, nei primi anni Quaranta vi era una fabbrica della BMW che produsse alcuni dei velivoli noti come "dischi volanti". In questo impianto lavoravano scienziati come Klaus Habermohl, l'ingegnere italiano Giuseppe Belluzzo e Walther Miete (il quale aveva fatto parte del progetto V2, ma che poi si era occupato di progetti a disco) i quali seguirono gli studi di Schriever su un prototipo di velivolo discoidale.